# 坎陶拉
9°18′40″N 64°21′34″W / 9.31111°N 64.35944°W
坎陶拉（西班牙語：Cantaura）是委內瑞拉的城鎮，位於該國東北部安索阿特吉州，是佩德羅馬里亞弗雷特斯市的首府，始建於1740年8月20日，海拔高度261米，人口42,000。